# Kevin Jones
Pour les articles homonymes, voir Jones.
Kevin Jones, né le 25 août 1989 à Mount Vernon dans l'État de New York, est un joueur américain de basket-ball évoluant au poste d'ailier fort.

## Lycée
Kevin Jones a évolué au lycée Mount Vernon dans le comté de Westchester de l'État de New York. Jones atteint des moyennes de 23 points, 14 rebonds et 2 contres par match comme senior. Il aide l'équipe du lycée à remporter le PHSAA championships en 2006 et 2007. Jones joue à l'AAU avec le futur intérieur des Syracuse Mookie Jones (sans relation) chez les Westchester Hawks. Jones a été nommé au Parade All-American en 2008.

## Carrière universitaire
Kevin Jones joue pour l'équipe universitaire des Moutaineers de l'université de Virginie-Occidentale de 2008 à 2012.
Dans sa première année Jones débute sur le banc et joue des minutes significatives avec les Mountaineers. À la fin des matchs de conférence, il a réalisé 6 double-doubles sur les 9 derniers matchs contre des équipes de la conférence Big East incluant un double-double avec 12 points et 10 rebonds dans une victoire contre Notre Dame et il marque aussi 19 points dans une défaite à Louisville.
Dans sa seconde année Kevin Jones est l'un des joueurs les plus performants des Mountaineers. Il fait des double-doubles dans 29 des 35 matchs auxquels il participe, y compris incluant une performance de 23 points contre l'université d'État de Cleveland.

## Carrière professionnelle
Jones n'est pas choisi lors de la draft 2012 de la NBA. Il signe plus tard  avec Cavaliers de Cleveland en septembre 2012, mais est renvoyé par l'équipe le 27 octobre 2012. Il joue trois matchs pour le Charge de Canton en NBA Development League, pour des moyennes de 27,0 points et 13,7 rebonds par match.
Le 29 novembre 2012, il est de nouveau signé par les Cavaliers. Le même jour, il est assigné au Charge. Il est rappelé par les Cavaliers  le 4 décembre 2012. Il dispute finalement un total de 32 rencontres lors de cette saison, pour des moyennes de 3 points, 2,4 rebonds, 0,3 passe.
Lors de la saison suivante, il évolue de nouveau avec le Charge de Canton.
Après un passage en Philippine Basketball Association avec le club de San Miguel Beermen, il rejoint en février 2015 le club français de Cholet Basket.
Fin novembre 2017, Jones rejoint le club espagnol du Saski Baskonia où il signe un contrat de deux mois.
Au mois de juillet 2020, il prolonge avec l'Alvark Tokyo pour la saison 2020-2021 de B.League.

## Statistiques
| Année     | Match joué | Minutes | Points | Rebonds | Passes | Pertes de balles | Passes/Pertes | Contre | Interception |
| --------- | ---------- | ------- | ------ | ------- | ------ | ---------------- | ------------- | ------ | ------------ |
| 2008-2009 | 35         | 19,3    | 6,3    | 4,9     | 0,6    | 0,5              | 1,22          | 0,7    | 0,6          |
| 2009-2010 | 35         | 32,7    | 13,6   | 7,2     | 1,1    | 1,1              | 1,00          | 0,9    | 0,6          |